# 임민혁 (1994년)
임민혁(任旼赫, 1994년 3월 5일~)은 대한민국의 은퇴한 축구 선수로, 포지션은 골키퍼였다.

## 구단 경력
2012년 고등학교 졸업 후 곧바로 프로행을 추진했으나, 무산되면서 동아대학교 축구부에 합격했지만, 3일 후 축구부가 해체되면서 울산 현대미포조선에 입단하였다.
2014년 고려대학교에 입학해 활동하였고, 2017년 전남 드래곤즈에 입단하였지만 출전 기회를 잡지 못하였고, 결국 2018년 대전 시티즌으로 임대 이적하였다.